# Premio Fundación José Manuel Lara
De Premio Fundación José Manuel Lara is een Spaanse literaire prijs, die sinds 2002 jaarlijks wordt uitgereikt voor een nieuw gepubliceerde Spaanstalige roman. De prijs is genoemd naar José Manuel Lara Hernández (1914-2003), de oprichter van het Spaanse uitgeversconcern Grupo Planeta.

## Beschrijving
De Premio Fundación José Manuel Lara werd in 2002 ingesteld door de Fundación José Manuel Lara ("José Manuel Lara-stichting") en elf van de belangrijkste Spaanse uitgeverijen. Hij wordt toegekend voor wat door de jury wordt beschouwd als de beste nieuwe Spaanstalige roman, onafhankelijk van het land waarin die is verschenen. De jury bestaat uit vertegenwoordigers van de betrokken uitgeverijen, die ieder twee in het voorgaande jaar verschenen romans mogen voordragen, mits die niet zijn gepubliceerd door de uitgeverij die ze representeren. De prijs wordt uitgereikt tijdens een gala in het hoofdkantoor van de Fundación in Sevilla. Aan de prijs is een geldbedrag van 150.000 euro verbonden, dat overigens niet is bedoeld voor de betrokken auteur, maar moet worden gebruikt voor de promotie van de onderscheiden roman.

## Winnaars
- 2002: Álvaro Pombo, voor El cielo raso
- 2003: Terenci Moix, voor El arpista ciego
- 2004: Jorge Semprún, voor Veinte años y un día
- 2005: Andrés Trapiello, voor Al morir Don Quijote
- 2006: Enrique Vila-Matas, voor Doctor Pasavento
- 2007: Eduardo Mendoza, voor Mauricio o las elecciones primarias
- 2008: Almudena Grandes, voor El corazón helado
- 2009: Isaac Rosa, voor El país del miedo
- 2010: Javier Reverte, voor Barrio Cero